# Farikah
Farikah (tiếng Ả Rập: فريكة, cũng đánh vần Frikka, Freike, Freikeh hoặc Furaykah) là một ngôi làng ở miền bắc Syria, một phần hành chính của Tỉnh Hama, nằm ở phía bắc Hama. Nó nằm ở đồng bằng Ghab. Các địa phương gần đó bao gồm Shathah và Nabl al-Khatib ở phía nam, al-Amqiyah Tahta và al-Ankawi ở phía đông, al-Ziyarah ở phía đông bắc và Sirmaniyah ở phía bắc. Theo Cục Thống kê Trung ương Syria (CBS), Farikah có dân số 2.497 trong cuộc điều tra dân số năm 2004. Cư dân của nó chủ yếu là Alawites.
Các lực lượng chính phủ và phiến quân đã tranh giành Farikah trong suốt tháng 7 năm 2015.